# Festival international du film politique de Carcassonne
Le Festival international du film politique de Carcassonne est un événement international de cinéma créé en 2018 dont la programmation concerne tant les spectateurs que les citoyens. La septième édition du festival se déroulera du 16 au 20 janvier 2025.
À partir de 2023, le festival ouvre une sélection consacrée aux courts métrages.

## Éditions
- 1re édition : du 4 au 8 décembre 2018[3]
- 2e édition : du 10 au 14 décembre 2019
- 3e édition : du 15 au 19 janvier 2021
- 4e édition : du 14 au 18 janvier 2022[4]
- 5e édition : du 12 au 16 janvier 2023[5]
- 6e édition : du 11 au 15 janvier 2024
- 7e édition : du 16 au 20 janvier 2025